# Flatwhite

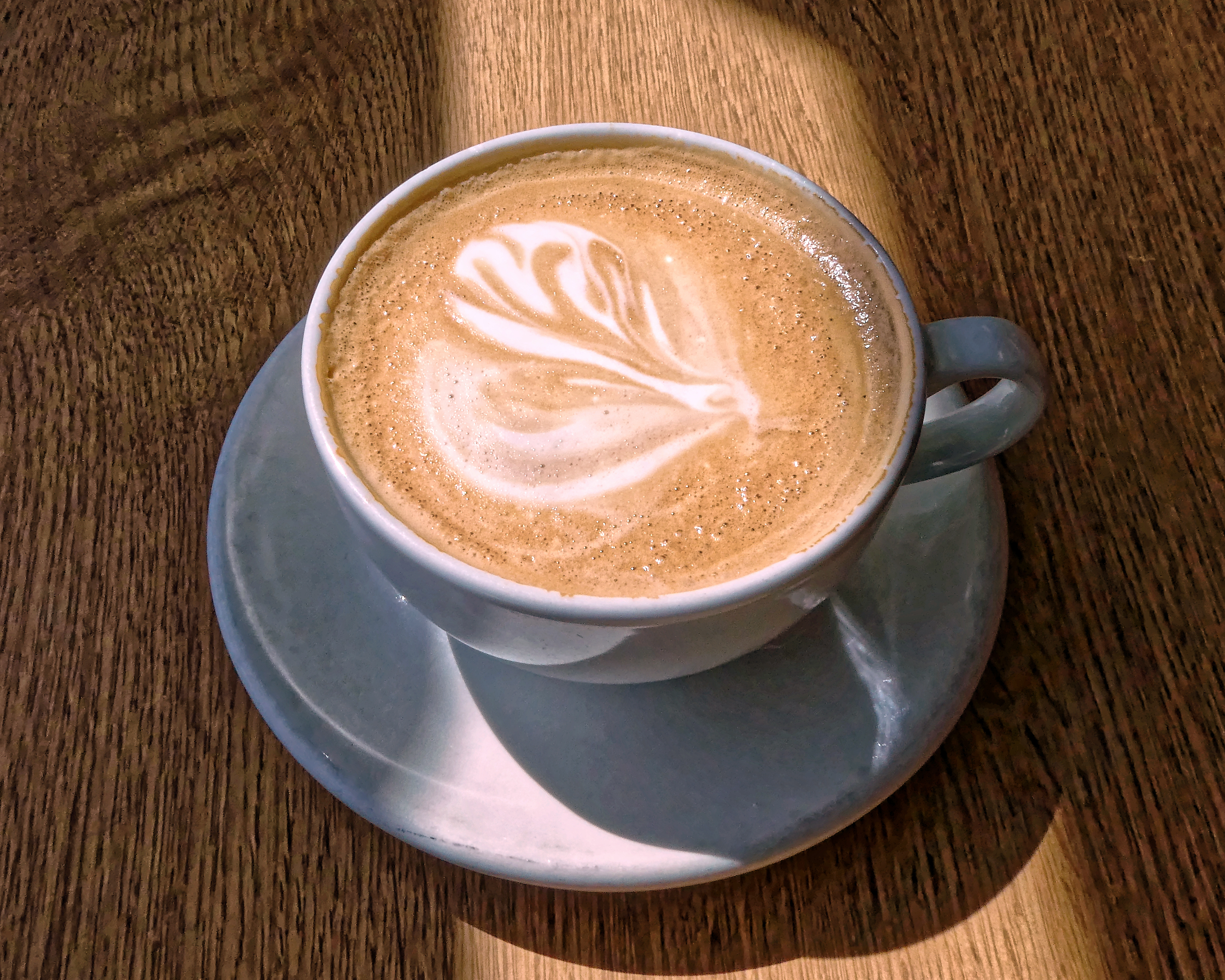
Flatwhite v keramickém šálku

Flatwhite je kávový nápoj, základem je espresso doppio (dvojitá dávka kávy espressa) a našlehané mléko s mikropěnou (napařené mléko s malými jemnými bublinkami a lesklou konzistencí). Flatwhite je kompromis mezi cappuccinem a caffè lattem, který má bohatou kávovou chuť s příjemným mléčném krémovým obalením, ozdobený latte artem (obrázek namalovaný baristou na povrchu mléčné pěny).

## Popis

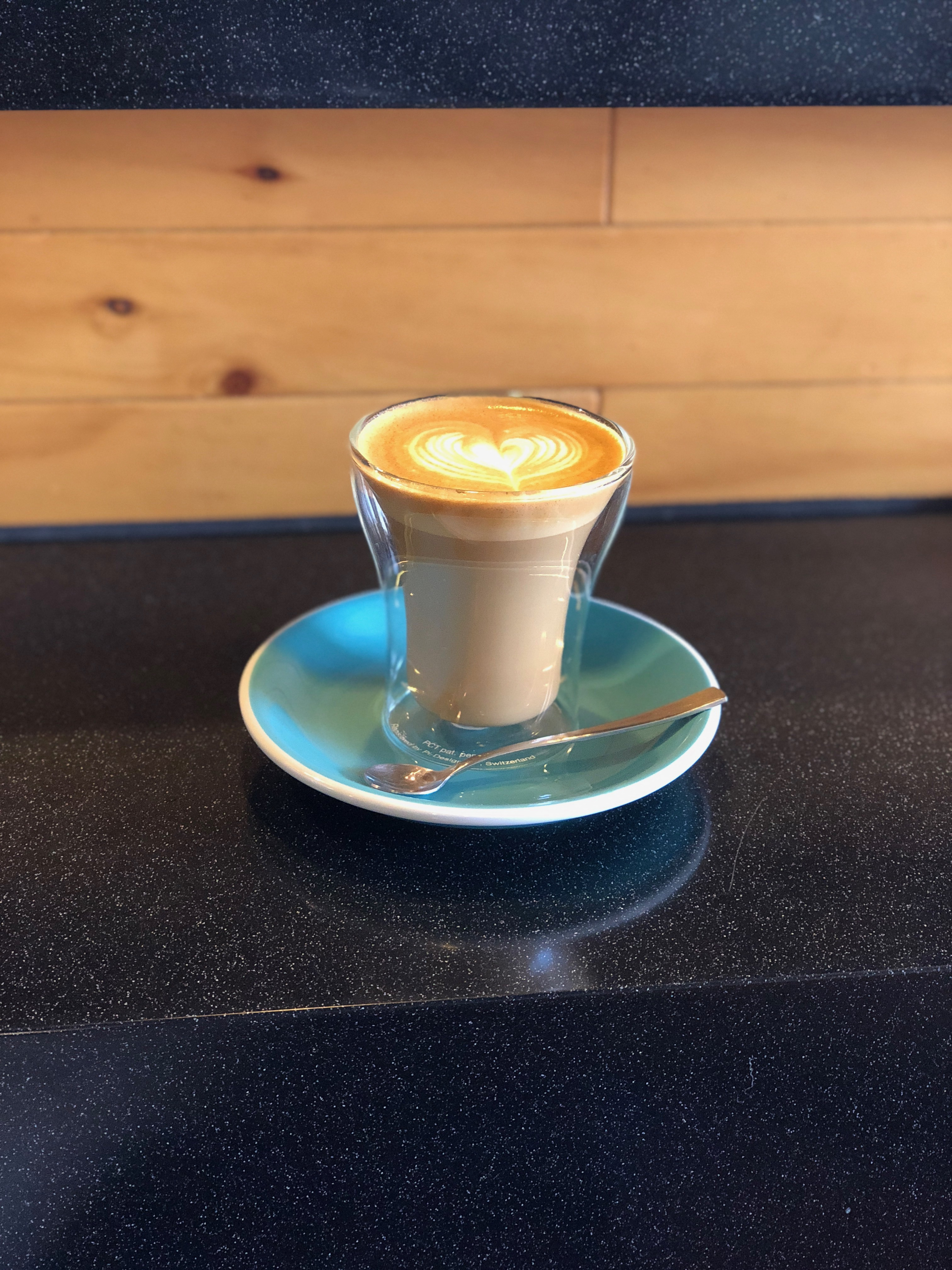
Flatwhite ve sklenici

Flatwhite bývá podáván v keramickém šálku nebo ve sklenici, do které je nejprve nalito espresso doppio, neboli espresso o objemu 60 ml a dvojité dávce kávy okolo 16–20 g. Před smícháním kávy s mlékem se správně našlehá plnotučné mléko o objemu 120–180 ml. Našleháním mléka se vytvoří mikropěna, která by se měla lesknout, neměla by mít velké bubliny, měla by mít správnou teplotu okolo 60 °C. Našlehané mléko se pak zalije do připravené kávy a je možné „nakreslit“ latte art. Mikropěna by měla tvořit ve finále 1–2 cm silnou vrstvu na povrchu nápoje.

## Historie
V britském filmu Danger by My Side z roku 1962 se objevuje zmínka o „flat white coffee“, i když není jasné, zda se jedná o moderní nápoj. Ve 123. epizodě australské telenovely The Young Doctors si postava v restauraci Bunny's Place řekne o dvě flat white kávy – děj se odehrává v Sydney, pořad byl natočen a vysílán v letech 1976–1977. Nejstarší doložené zmínky o moderním nápoji pocházejí z Austrálie z poloviny 80. let 20. století. V recenzi sydneyské kavárny Miller's Treat z května 1983 se hovoří o jejich „flat white coffee“. Jiný novinový článek ze Sydney z dubna 1984 satirizoval módu caffe latte, když uvedl, že: „V Moors Espresso Baru v Sydney zařadil Alan Preston tento nápoj do své nabídky v roce 1985.“ Preston tvrdil, že tento nápad přivezl do Sydney ze svého rodného Queenslandu, kde kavárny v 60. a 70. letech 20. století často nabízely „bílou kávu – flat“.
Původ flatwhite je však sporný, k jeho vynálezu se hlásí Nový Zéland i Austrálie.[zdroj?]